# Elna Jonsdotter
Elna Jonsdotter, född 5 september 1804 i Åryd, död 2 mars 1889 i Asarum, var en svensk konsthantverkare. Hon är även känd som Fru Ådahl, Fru Ådal och Fru Åmark. 
Elna Jonsdotter var dotter till båtsmannen Jon och Botil (kallad Ingier). Hon gifte sig 1829 med bonden Måns Persson. 
Hon var formellt anställd som piga, men anlitades främst som konsthantverkare av de bönder hon var i tjänst hos. Hon var verksam i Asarums socken.  Hon är främst känd för sina broderade hängtäcken. Hon både ritade och broderade hängtäcken på beställning. Däremot uppges mönstren ha designats av ”en prästdotter från Hällaryd”, som inte har identifierats. Hon uppges ha varit verksam ännu under 1870-talet.
Hennes dotter slöjdläraren Anna Månsdotter (1844–1934) uppgav följande Ruth Nelsson till Blekingeboken 1938: 
”Såna hängkläden sydde min mor, när hon var ung och tjänade hos bönder i Åryd socken. Hon flyttade från gård till gård och hennes lön var på grund av hennes konst litet högre än de andra pigornas. Mest var det hos bönder, som flyttade ut efter storskiftet och byggde nya hus, som hon broderade hängkläden. Där vävdes linneräckor och färgades garn tills mor kom, berättade hon.”
Den textila allmogekonsten i äldre tid är oftast anonym och dess konstnärer okända, men ett litet antal av dem är kända från 1800-talet genom muntlig tradition. Bland dem märks Brita Carlsdotter Rudolphi, Brita-Kajsa Karlsdotter och Anna Göransdotter.